# 乔治娜·梅甘·布雷肖
乔治娜·梅甘·布雷肖，MBE（英語：Georgina Megan Brayshaw，1993年10月14日—），英国女子赛艇运动员。她曾代表英国参加捷克拉奇采举行的2022年世界赛艇锦标赛，获得女子四人双桨铜牌。